# Molly Procházková-Reisingerová
Molly Procházková, křtěná Marie Anna Františka, rozená Reisingerová, (také Moli) nebo Marie Procházková-Reisingerová (3. srpna 1888 Malá Strana – po roce 1938?) byla česká malířka a restaurátorka.

## Životopis

### Rodina
Molly (Marie) se narodila v Praze na Malé Straně ve Vítězné ulici 531/III jako druhá dcera bankovního úředníka Františka Josefa Reisingera (1853–1932)  a jeho manželky Anny Reisingerové, rozené baronky Helversenové z Helversheinu (18.9.1862–1947). Svatba rodičů se uskutečnila 2.7.1881 ve staroměstském kostele sv. Jiljí. 
Prvorozená dcera Marta Procházková-Reisingerová  (* 1882) se pravděpodobně stala operní pěvkyní- sopranistkou. 
Dědeček František Reisinger (1814-1869) byl stavebním inženýrem a úředníkem na stavebním ředitelství pražského magistrátu..  Dědeček z matčiny strany byl baron Otto Helversen von Helversheim (1822-1889), statkář, státní úředník a poslanec. Do šlechtického stavu rodinu povýšil již císař Rudolf II. Anna byla pátá ze šesti dcer.

### Studium
Marie/Molly se učila malbě nejdříve soukromě u malířky Hermíny Loukotové , a také u malíře a grafika  Zikmunda Rudla, jehož manželka Malvína Helversenová z Helversheimu byla Mariinou tetou. V letech 1904–1908 studovala na Akademii výtvarných umění v Mnichově.
Malovala interiéry a portréty a restaurovala staré obrazy. Vystavovala s Kruhem výtvarných umělkyň v Praze a v Brně v letech 1925, 1929 a 1936.
Bydlela v Praze, jednak na Novém Městě na Národní třídě 6, a dále v Dejvicích, na Hanspaulce ve Vostrovské ulici 41 . Poslední datovaný údaj o jejím životě pochází z roku 1938.

## Dílo

### Obrazy
- Portrét  paní K. R., také  označovaný Dáma se psem,  olej na plátně, 115 cm × 151 cm, signováno vlevo dole Moli Procházková, rám černě mořené dřevo; asi 1925 [12][13]
- Paní Boňková, portrétní skica, olej na  desce, signováno vlevo dole M. Procházková, nedatováno[14]
- Serafinka, kresba, portrét

### Adresáře
- 1929 Adresář výtvarných umělců československých, Syndikát výtvarných umělců československých